# Roman Malinowski
Roman Malinowski (Białystok, 26 febbraio 1935 – 31 agosto 2021) è stato un politico polacco, Maresciallo del Sejm dal 6 novembre 1985 al 22 giugno 1989.